# خوشاب (حومة بيجار)
خوشاب (بالفارسية: خوشاب) هي قرية تقع في إيران في حومة.